# Himmelfahrtskommando
Himmelfahrtskommando – auch Kamikaze-Befehl genannt – ist ein dem militärischen Jargon entstammender Begriff, der einen besonders gefährlichen Auftrag bezeichnet, dessen Ausführung mit hoher Wahrscheinlichkeit – und nur im Ausnahmefall gewollt – zum Tod, zur „Fahrt in den Himmel“, also ins Jenseits, des Ausführenden führt. Die analogen englischen Begriffe lauten suicide mission (= Selbstmordauftrag), glory-or-grave-job (Ruhm-oder-Grab-Auftrag) oder suicide squad (= Selbstmordkommando, wörtlich: „Selbstmordtrupp“). Der Begriff fand Eingang in die zivile Umgangssprache, in der er allgemein für eine unangenehme und aussichtslose Aufgabe verwendet wird, die – im Wissen um das fast sicher bevorstehende Scheitern – dennoch erledigt werden muss.

## Begriffsgeschichte
Der Begriff „Himmelfahrtskommando“ ist seit etwa Anfang des 20. Jahrhunderts schriftlich nachgewiesen. Ein Kriegsberichterstatter berichtete beispielsweise am 14. Oktober 1917 über Minen-Sucher, die man das Himmelfahrtskommando nennt und die bei der Eroberung von Ösel im Rahmen des Unternehmens Albion eingesetzt wurden.
Herbert A. Werner, ehemaliger Kommandant von U 415, veröffentlichte im Jahr 1969 unter dem Titel Die Eisernen Särge einen Erlebnisbericht, in dem er einen von Karl Dönitz im Jahre 1944 erlassenen Befehl explizit einen „Kamikaze Befehl“ nennt.

## Beispiele für Himmelfahrtskommandos
Im Zeitalter der Napoleonischen Kriege wurde bei der Belagerung von Festungen eine Bresche in die Mauer geschossen oder gesprengt. Diese Bresche war oft vermint, mit anderen Fallen versehen und allgemein erbittert verteidigt. Die Angreifer stellten aus Freiwilligen ein Himmelfahrtskommando auf. Diese Männer stürmten als Erste über den schwer begehbaren Mauerdurchbruch und hatten deshalb sehr viele Tote zu beklagen. Überlebende Offiziere eines solchen Himmelfahrtskommandos wurden sofort befördert, Soldaten ausgezeichnet und mit zusätzlichen Soldzahlungen belohnt.
Andere Beispiele für Kriegseinsätze mit notorisch hohen Verlustraten, die oft als „Himmelfahrtskommandos“ bezeichnet werden, sind Flugzeugeinsätze im Ersten Weltkrieg oder der U-Boot-Krieg im Zweiten Weltkrieg (beispielsweise erlitten die U-Boot-Mannschaften der deutschen Kriegsmarine oder US-Marine die höchsten Verlustraten der jeweiligen Streitkräfte).
Für Himmelfahrtskommandos (wie Bombenentschärfung) wurden im Zweiten Weltkrieg auch KZ-Häftlinge eingesetzt.
Für die von Russland angewandten Taktiken im russischen Überfall auf die Ukraine wurde der Begriff Himmelfahrtskommando auch im 21. Jahrhundert verwendet. Laut ISW waren für Präsident Putin 50 Tote pro gewonnenen Quadratkilometer "gut verkraftbar". Der russische Name für Angriffe mit einkalkulierten vielen Toten lautet "Fleischangriff".
Zu unterscheiden vom Himmelfahrtskommando sind Selbstmordangriffe wie etwa die Kamikaze-Angriffe japanischer Flieger im Zweiten Weltkrieg. Sie endeten gewollt tödlich, und bei erfolgreicher Durchführung des Auftrages starben die Piloten nicht durch Feindeinwirkung, sondern von eigener Hand. Umgangssprachlich werden auch Selbstmordattentate manchmal als Himmelfahrtskommandos bezeichnet.
Der Wortbestandteil „-kommando“ stammt von dem Begriff Kommandounternehmen.

## Einzelbelege und Anmerkungen
1. ↑  Himmelfahrtskommando – Duden, Bibliographisches Institut; 2016
2. ↑  die [Begriffs]Bezeichnung „Kamikaze-Befehl“ (oder auch „Kamikazebefehl“) wurde so (oder so ähnlich) anscheinlich im Zweiten Weltkrieg geprägt und hat ihren Ursprung wahrscheinlich in einem stürmischen Wetterereignis während eines Mongoleneinfalls im 13. Jahrhundert, siehe auch Kamikaze (Mongoleneinfall)
3. ↑  General-Anzeiger für Bonn und Umgebung vom 23.10.1917, „Die Deutsche Nordlandsfahrt auf Oesel“
4. ↑  Ernst Hanisch: Opfer/Täter/Mythos: Verschlungene Erzählungen über die NS-Vergangenheit in Österreich. In: Zeitgeschichte, Jahrgang 2006, S. 335 (online bei ANNO).
5. ↑  Das Ende des KZ-Häftlings 66698. In: Salzburger Nachrichten. Herausgegeben von den amerikanischen Streitkräften für die österreichische Bevölkerung, 19. Juli 1945, S. 2 (online bei ANNO).
6. ↑  https://www.handelsblatt.com/politik/international/ukraine-krieg-in-vier-tagen-300-mann-verloren-russische-elite-soldaten-beklagen-himmelfahrtskommando/28795178.html
7. ↑  https://www.t-online.de/nachrichten/ukraine/id_100554520/krieg-in-der-ukraine-putin-schickt-kims-soldaten-in-den-tod.html
8. ↑  https://www.merkur.de/politik/alter-sowjet-panzer-der-ukraine-loescht-komplettes-russisches-angriffskommando-aus-zr-93725281.html
9. ↑  https://www.dw.com/de/ukraine-ist-pokrowsk-noch-zu-retten/a-70097612